# Liste der Naturdenkmale in Hemer
Die Liste der Naturdenkmale in Hemer enthält die Naturdenkmale in Hemer im Märkischen Kreis in Nordrhein-Westfalen.

## Naturdenkmale
| Bild | Bezeichnung                  | Ortsteil    | Lage                                                                                           | Bemerkung | Unter Schutz gestellt seit | Nummer      |
| ---- | ---------------------------- | ----------- | ---------------------------------------------------------------------------------------------- | --- | -------------------------- | ----------- |
|      | 1 Traubeneiche               | Stübecken   | Von-Kettler-Weg 21/Stübecker Weg (51° 24′ 18,5″ N, 7° 45′ 23,1″ O)                             | Prägender Dorfbaum mit einem geschätzten Alter von 130 Jahren (2020).                                                                             | 1974                       | Hem 06      |
|      | 1 Rotbuche                   | Riemke      | Hinter den Grundstücken Riemker Weg 17/19/21 (51° 23′ 27,5″ N, 7° 49′ 41,6″ O)                 | Landschaftsprägender Einzelbaum | 1970                       | LPL2 2.3.52 |
|      | 1 Stieleiche                 | Hemer       | Schulstraße Abzweig Am Roland (51° 22′ 19″ N, 7° 45′ 35,7″ O)                                  | Prägender Ortsbaum mit einem geschätzten Alter von 160 Jahren (2020).                                                                             | 1974                       | Hem 25      |
|      | 1 Rotbuche                   | Sundwig     | Am Perick 42/Höhlenpfad (51° 22′ 47,8″ N, 7° 46′ 23,5″ O)                                      | Prägender Waldrandbaum mit einem geschätzten Alter von 210 Jahren (2020).                                                                         | 1974                       | Hem 29      |
|      | Naturhöhle Süntecker Luak    | Sundwig     | Zwischen Am Halberg 5 und Felsenmeerstraße 14 (51° 22′ 41,5″ N, 7° 46′ 44,2″ O)                | Flächiges Naturdenkmal mit einer Länge von etwa 30 Meter.                                                                                         |                            |             |
|      | 1 Wintereiche                | Brockhausen | Auf dem Gelände Neuer Weg 30 a (51° 22′ 44,5″ N, 7° 49′ 42,6″ O)                               | Prägender Hofbaum mit einem geschätzten Alter von 160 Jahren (2020).                                                                              | 1974                       | Dei 2       |
|      | 3 Rotbuchen 1 Eiche          | Bäingsen    | Knapp 100 Meter nördlich von Bäingsen 1 (Bäingser Weg) (51° 22′ 25,2″ N, 7° 50′ 18,7″ O)       | Baumgruppe |                            | LPL2 2.3.43 |
|      | Bachschwinde Doline          | Bäingsen    | Etwa 150 Meter nordöstlich von Bäingsen 1 (Bäingser Weg) (51° 22′ 25,5″ N, 7° 50′ 25,5″ O)     | Ein Seitenarm des Bremkebaches verlässt die Geländeoberfläche und „verschwindet“ im Karsttrichter.                                                |                            | LPL2 2.3.3  |
|      | 1 Winterlinde 4 Eschen       | Bäingsen    | Bäingsen 3 (51° 22′ 20,5″ N, 7° 50′ 27,6″ O)                                                   | Landschaftsprägende Hofbäume mit einem geschätzten Alter von 130 Jahren (2020).                                                                   | 1970                       | LP 2. 3.53  |
|      | 1 Stieleiche (Quercus robur) | Bäingsen    | Knapp 300 Meter ostnordöstlich von Bäingsen 3 (Bäingser Weg) (51° 22′ 23,3″ N, 7° 50′ 42,8″ O) | Landschaftsprägender Einzelbaum mit einem geschätzten Alter von 300 Jahren und einem Stammumfang von 5,82 Meter (gemessen am 25. September 2016). | 1970                       | LP 2. 3.42  |
|      | 3 Stieleichen 1 Esche        | Bäingsen    | Etwa 220 Meter östlich von Bäingsen 3 am Bäingser Weg (51° 22′ 19,8″ N, 7° 50′ 38,7″ O)        | Landschaftsprägende Baumgruppe. Vor 2015 standen an dieser Stelle noch 5 Eschen.                                                                  | 1989                       | LP 2. 3.54  |
|      | 1 Sommerlinde                | Oberispei   | Ispei 43/45 (51° 20′ 48,9″ N, 7° 46′ 14,1″ O)                                                  | Prägender Hofbaum mit einem geschätzten Alter von 160 Jahren (2020).                                                                              | 1974                       | Frö 3       |
|      | Steinbruch Hemer-Oese        | Oese        | Nordwestlich des Gebäudes Mendener Straße 179 (51° 24′ 12,9″ N, 7° 47′ 23,7″ O)                | |                            |             |
|      |                              | Oese        | Südwestlich des Gebäudes Mendener Straße 169 (51° 24′ 7,2″ N, 7° 47′ 16,2″ O)                  | |                            |             |
|      | Teich                        | Elfenfohren | Etwa 150 Meter nördlich des Gebäudes Stuken 1 (51° 19′ 2,7″ N, 7° 44′ 7,9″ O)                  | |                            | Ihm 4       |

## Ehemalige Naturdenkmale
| Bild           | Bezeichnung | Ortsteil  | Lage                                                | Bemerkung | Unter Schutz gestellt seit | Nummer |
| -------------- | ----------- | --------- | --------------------------------------------------- | --- | -------------------------- | ------ |
| weitere Bilder | 1 Eiche     | Stübecken | Heinrich-Lersch-Weg (51° 24′ 14,2″ N, 7° 45′ 31″ O) | Die 200 Jahre alte „Adolf-Schulz-Eiche“ mit einem Stammumfang von 4,35 Meter wurde wegen Pilzbefalls im April 2018 gefällt. | 1974                       |        |